# Reconstructive Demonstrations
Reconstructive Demonstrations è un singolo del cantautore statunitense Serj Tankian, pubblicato il 12 novembre 2010 come secondo estratto dal secondo album in studio Imperfect Harmonies.

## Descrizione
Tra le più lunghe dell'album, il brano parla di come l'uomo possa distruggere il mondo per puri scopi egoistici, senza pensare ai gravi problemi che potrebbe causare in quanto la sua avidità lo rende cieco a qualsiasi cosa.
La versione radiofonica è caratterizzata dalla presenza di una chitarra elettrica aggiuntiva e dalla riduzione di circa un minuto rispetto a quella contenuta nell'album. Questa versione è stata successivamente inserita nell'EP Imperfect Remixes (2011).

## Video musicale
Il video, diretto da Roger Kupelian, è stato pubblicato il 15 gennaio 2011.

## Tracce
Download digitale
1. Reconstructive Demonstrations – 5:04

CD promozionale (Regno Unito)
1. Reconstructive Demonstrations (Edit) – 4:06

## Formazione
Musicisti
- Serj Tankian – voce, strumentazione, orchestrazione
- Vincent Pedulla – orchestrazione aggiuntiva
- Andrea Ettema – campionamenti elettronici aggiuntivi
- Paul Cristo – direzione dell'orchestra
- Troy Zeigler – batteria
- Mario Pagliarulo – basso aggiuntivo

Produzione
- Serj Tankian – produzione, ingegneria del suono
- Rich Costey – missaggio
- Charlie Stavish – assistenza al missaggio
- Vlado Meller – mastering
- Michael Stern – registrazione orchestra